# Rosa Rusanen
Rosa Rusanen (* 1992) ist eine finnische Schauspielerin.

## Leben und Karriere
Rusanen wurde im Jahr 1992 geboren. Ihr Bruder Rufus Rusanen ist ebenfalls Schauspieler. Anschließend bekam sie 2013 in der Serie Young Man, Cash Man eine Hauptrolle. Außerdem spielte Rusanen 2014 in Young Girl, Dream Girl mit.
Von 2011 bis 2016 war sie in der Fernsehserie Salatut elämät als Iida Mustonen zu sehen. Aus gesundheitlichen Gründen konnte Rusanen 2016 nicht mehr in der Serie weiterspielen und wurde durch Pinja Kanon ersetzt.

## Filmografie
- 2011–2016: Salatut elämät (Fernsehserie)
- 2013: Young Man, Cash Man (Fernsehserie)
- 2014: Young Girl, Dream Girl (Fernsehserie)